# Nichelle Prince
Nichelle Prince (Ajax, Ontario, 1995. február 19. –) olimpiai bajnok kanadai válogatott labdarúgó. Jelenleg az NWSL bajnokságában szereplő Houston Dash támadója.

## Pályafutása
Egyetemi évei alatt az Ohio State Buckeyes csapatát erősítette. Miután befejezte tanulmányait a National Women's Soccer League 2017-es draftját követően került a Houston Dash együtteséhez.

## Sikerei

### Válogatott
- Olimpiai bajnok (1): 2020[5]
- Olimpiai bronzérmes: 2016
- Algarve-kupa ezüstérmes (1): 2017
- Algarve-kupa bronzérmes (1): 2019[6]
- U17-es női CONCACAF-aranykupa bronzérmes: 2012